# Jago (Killer Instinct)
Jago a Rare által készített Killer Instinct verekedős játéksorozat egyik játékos karaktere. Az eredeti Killer Instinctben mutatkozott be 1994-ben, és a mai napig a sorozat minden egyes részében feltűnt. A szerzetes, aki egy titokzatos tigrisszellem segítségével harcol, Jago a sorozat férfi főszereplője, nővérével, Orchiddal egyaránt.

## Megjelenések
Jago tibeti szerzetes és nagyhatalmú harcos. Csecsemőként elhagyottan találtak rá a Tigris szerzetesei, akik egy rend, amely egy ősi istenséget, a Tigrisszellemet tisztel, és a kolostorukban nevelték fel, mint egyik tanítványukat. Az évek során Jago a rend egyik legjobb tanítványává válik, mígnem egy nap meditáció közben meglátogatja őt maga a Tigrisszellem. A Tigrisszellem bajnokká választja őt, és új erővel ruházza fel, megparancsolja neki, hogy vegyen részt az első Killer Instinct versenyen, és pusztítsa el az Ultratechet. Bár a Tigrisszellem ereje majdnem legyőzte, Jago követi a parancsot, és segít megsemmisíteni az Ultratechet, miközben elpusztítja Fulgore-t is.
A Killer Instinct 2-ben azonban Jagót elárulja a Tigrisszellem, akiről kiderül, hogy végig Gargos démona volt, aki Jagót használta fel arra, hogy bejusson a fizikai világba. Jago bosszút akar állni Gargos manipulációjáért, végül legyőzi őt és Fulgore-t is, akit csak azzal a céllal élesztettek újra, hogy megölje Jagót. Ezt követően Jago látszólag legyőzi és száműzi Gargost, majd felfedezi, hogy Orchid a húga, mivel a szüleik meggyilkolása következtében, nem sokkal Jago születése után elválasztották őket egymástól.
A rebootban Jago Orchid katona apjának, Jacobnak és egy pakisztáni segélymunkásnak a fia, akivel viszonya volt. Nem sokkal Jago születése után az anyja eltűnik vele a Himalájába, és később a Tigris szerzetesei elhagyatva találnak rá. A szerzetesek születésétől fogva felnevelik Jagót, és harcra képzik ki, de ő elszigetelődik, miután önvédelemből megöl egy gonosz szellem által megszállt harcostársát. Egy hegyi barlangban meditálva meglátogatja őt a Tigrisszellem, és átitatja az erejével. A Szellem azt parancsolja neki, hogy a Killer Instinct versenyen való részvétellel pusztítsa el az Ultratechet,  Jago eleget tesz ennek, bár aggódik, amikor a Szellem egyre vérszomjasabbá válik, és majdnem arra készteti, hogy megölje rég elveszett húgát, Orchidot. A versenyt követően Jago rájön, hogy a Szellem valójában Gargos. Jago hitválságot él át, és megpróbálja kiűzni magából Gargos befolyását azzal, hogy felkeresi a legerősebb ellenfeleket. Ezt a hitválságot szimbolizálja új jelmeze, amely az elhagyott Tigrisszentélyből lopott különböző anyagokból áll, többek között csempékből (karvédők), törött szobrok darabjaiból (térdvédők), drapériákból és egy csillárból származó kötelekből (lábkötések és hevederek). Jago azonban megadja magát a pusztításnak, lehetővé téve Omen számára, hogy megszállja őt, és Shadow Jagóvá változtassa. Végül Jago visszavág a megszállása ellen, és Omen kénytelen elhagyni Jago testét, bár a Jago testében töltött idő elég erőt ad neki ahhoz, hogy a halandó síkon is megnyilvánuljon, és megszökjön. Jago később csatlakozik Maya lázadó erőihez Orchiddal és T.J. Combóval együtt, és azt tervezik, hogy legyőzik mind az Ultratechet, mind Gargost, de az Ultratech erői csapdába ejtik őket Maya főhadiszállásán az Andokban, miközben az ARIA terve, hogy megidézzék Gargost, ami megvalósul. Végül Jago és a többiek szövetkeznek az ARIA-val, hogy megakadályozzák Gargost a Föld meghódításában.
Jago az 1996-os Killer Instinct és Killer Instinct Special képregényekben, valamint a Dynamite Comics 2017-2018-as Killer Instinct minisorozatában is szerepel.

## Shadow Jago
A 2013-as játékban a karakter új változata, Shadow Jago is megjelenik, Jago megváltozott alakja, aki Omen, Gargos hírvivőjének birtokában van. Miután Omen kiűzi Jago testéből, Shadow Jago önálló lényként jelenik meg, és Gargos szolgája lesz.
Shadow Jago kezdetben csak játszható karakterként volt elérhető azok számára, akik az Xbox One megjelenésekor 12 hónapos Xbox Live-tagságot vásároltak, és az irányítása megegyezett Jagoéval, de némi vizuális és hangi különbséggel. A Season One sztorimódjában titkos főellenségként szerepelt, aki új mozdulatokkal és egy Ultimate Combóval is rendelkezett, így ő lett az egyetlen karakter, aki egy 2017-es frissítésig kapott ilyet. A sikeres adománygyűjtést követően a játszható változatot átdolgozták, és a főellenségi inkarnációján alapuló egyedi mozdulatsort kapott. Shadow Jago frissített változata 2015 decemberében jelent meg, a karakter pedig 2016 áprilisában vált véglegesen elérhetővé minden játékos számára.

## Fogadtatás
A karaktert jól fogadták. A GamesRadar szerint "ez a kardforgató harcos szerzetes alapvetően a KI Ryuja: egy reklámarc, elérhető mozdulatsorral és nemes céllal. Jago specialitásai minden verekedős játékrajongó számára azonnal felismerhetőek lesznek". Jago a GameTrailers 2007-ben a tizedik legjobb nindzsa volt a játékvilágban. Complex 2012-ben a kilencedik legügyesebb nindzsának rangsorolta a videojátékokban. Az EventHubs felmérése szerint 2018-ban ő volt a negyedik legnépszerűbb Killer Instinct karakter (a második, ha Shadow Jagóval együtt számoljuk).

## Fordítás
- Ez a szócikk részben vagy egészben  a   Jago (Killer Instinct) című angol Wikipédia-szócikk ezen változatának fordításán alapul.  Az eredeti cikk szerkesztőit annak laptörténete sorolja fel. Ez a jelzés csupán a megfogalmazás eredetét és a szerzői jogokat jelzi, nem szolgál a cikkben szereplő információk forrásmegjelöléseként.